# Bridget Jno Baptiste
Bridget Jno Baptiste (Sint-Maarten, 23 juni 2005) is een Nederlandse voetbalspeelster. Voordat Jno Baptiste in de zomer van 2022 de overstap naar Varkenoord maakte was de uit Drunen afkomstige verdediger actief in de jeugd van voetbalvereniging The White Boys uit Waspik en VV Dongen. Bij de start van het seizoen 2022/23 startte Bridget nog in het Beloftenteam en na de winterstop heeft Feyenoord het besluit genomen om haar definitief over te hevelen naar Vrouwen 1.

## Statistieken
| Seizoen | Club      | Land      | Competitie         | Wedstrijden | Doelpunten |
| ------- | --------- | --------- | ------------------ | ----------- | ---------- |
| 2022/23 | Feyenoord | Nederland | Vrouwen Eredivisie |             | 0          |
| 2023/24 | Feyenoord | Nederland | Vrouwen Eredivisie | 0           | 0          |
| Totaal  | Totaal    | Totaal    | Totaal             |             | 0          |

Laatste update: augustus 2023
1 Weimar ·
2 Waldus ·
4 Verspaget ·
5 Obispo ·
6 Brandau ·
7 Teulings ·
8 Pijnenburg ·
9 Koopman ·
10 Van de Westeringh ·
11 Henry ·
14 De Graaf ·
15 Koga ·
16 Van Eijk ·
17 Van der Sluijs ·
18 Heij ·
19 Haesakkers ·
20 Szymczak ·
21 Van Bentem ·
23 Itamura ·
24 Baptiste ·
25 Van de Lavoir ·
26 De Paus ·
27 DellaPeruta ·
28 Hulswit ·
33 Van Kerkhoven ·
42 Buabadi ·
Coach: Torny
Assistent-coach: Pieters
Assistent-coach: Tjaden
Keeperstrainer: Van der Kaaij